# La venjança del ninja
La venjança del ninja (títol original: Enter the Ninja) és una pel·lícula estatunidenca dirigida per Menahem Golan, estrenada l'any 1981. Ha estat doblada al català.

## Argument
Després d'haver acabat la seva formació de ninja al Japó, Cole (Franco Nero), un soldat veterà d'Angola ret visita al seu antic germà d'armes Frank Landers (Alex Courtney) i coneix  l'esposa d'aquest, Mary Ann Landers (Susan George). Els Landers tenen una granja a les Filipines, i són freqüentment acosats per un home de negocis de nom Charles Venarius (Christopher George), que desitja adquirir la seva propietat. Sense saber-ho, les terres de les Landers amaguen d'importants bosses de petroli. Cole, gràcies als seus talents de ninja, no té gaires dificultats a rebutjar els repetits atacs dels esbirros de Venarius. Però aquest últim acaba per cridar Hasegawa (Sho Kosugi), un altre ninja, rival de Cole. La intriga es complica quan Cole té una aventura amb Mary Ann, la dona del seu amic Frank.

## Repartiment
- Franco Nero: Cole
- Susan George: Mary Ann
- Sho Kosugi: Hasegawa
- Christopher George: Venarius
- Alex Courtney: Frank
- Derek Webster: Un home de Venarius